# Forstamt Ramsau (Molln)

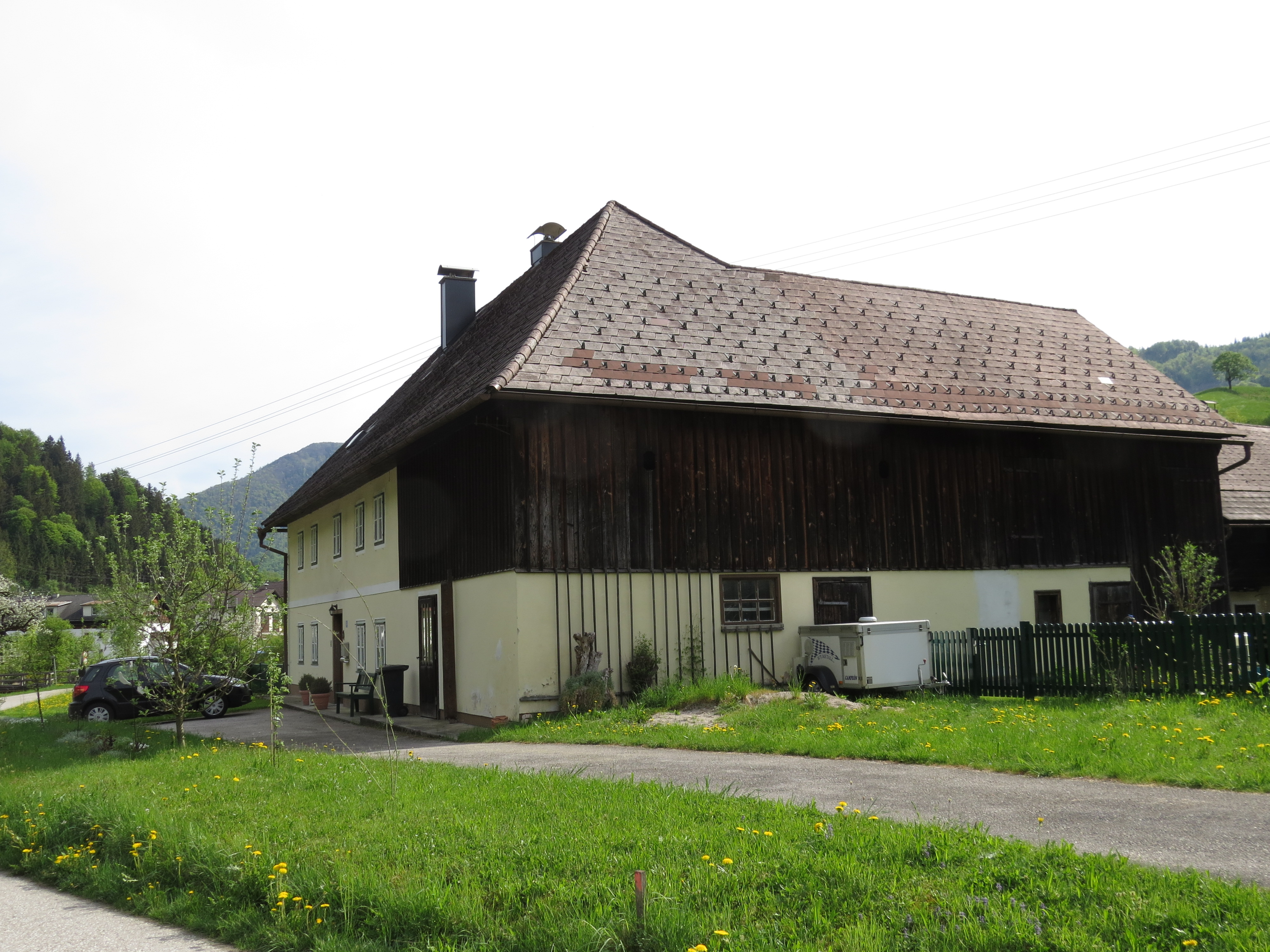
Forstamtsgebäude Ramsau in der Gemeinde Molln

Das Forstamt Ramsau in der Katastralgemeinde Ramsau der Marktgemeinde Molln in Oberösterreich besitzt die Adresse Ramsau Nr. 35 (früher Ramsau Nr. 101) und steht unter Denkmalschutz (Listeneintrag).

## Lage
Das Ramsauer Forstamtsgebäude liegt am rechten Ufer des Paltenbaches, einem Zufluss der Steyr, am Fuße des Ramsauer Größtenberges (Gipfelhöhe 1458 m ü. A.).

## Geschichte
Das Forstamt Ramsau ist im Forsturbar der Herrschaft Steyr, das um 1583 angelegt wurde, neben den Forstämtern Pergern, Natzberg, Sitzleinsdorf, Frauenhofen, Au, Molln, Gaflenz, Steyr, Kleinraming, Großraming, Arzberg, Ternberg und Enns angeführt. Zu jedem Forstamt gehörten mehrere Hubjäger, deren Aufgaben genau beschrieben wurden.
Ende des 17. Jahrhunderts wurde an der Stelle des heutigen Forstamtsgebäudes ein Jägerhaus errichtet, ursprünglich wohl in Holzbauweise. 1787 gehörte das Haus einem gewissen Johann Prandstetter. Im Franziszeischen Kataster (19. Jh.) wird das Gebäude als „Jägerhaus des Fürsten Lamberg der Herrschaft Steyr“ bezeichnet. Das Gebäude dürfte sein heutiges Aussehen Ende des 19. Jahrhunderts oder Anfang des 20. Jahrhunderts erhalten haben.
Eigentümer des Hauses sind die Österreichischen Bundesforste.

## Beschreibung
Das zweigeschoßige Gebäude mit Schopfdach verfügt traufseitig über fünf Fensterachsen. Stall und Scheune sind angebaut.